# Jänschwalde-Dorf
Jänschwalde-Dorf, niedersorbisch Janšojce-Wjas, ist ein Ortsteil der amtsangehörigen Gemeinde Jänschwalde im Landkreis Spree-Neiße in Brandenburg. Bis zum 26. Oktober 2003 war Jänschwalde-Dorf (damals noch ohne den Namenszusatz -Dorf) eine eigenständige Gemeinde, die vom Amt Jänschwalde verwaltet wurde, heute gehört der Ort zum Amt Peitz.

## Lage
Jänschwalde-Dorf liegt in der Niederlausitz und bildet das Gemeindezentrum der Gemeinde Jänschwalde. Die Stadt Peitz liegt etwa sieben Kilometer westlich und die Stadt Cottbus etwa 19 Kilometer südwestlich des Dorfes. Die Gemarkung des Ortsteils grenzt im Norden an Drewitz und Jänschwalde-Ost, im Osten an Grießen und an Polen, im Südosten an Briesnig, im Süden an Heinersbrück mit den Dörfern Radewiese und Sawoda, im Südwesten an Neuendorf mit dem Teilort Kleine Heide, im Westen an Peitz und im Nordwesten an Tauer. Die Flur der ehemaligen Gemeinde Horno ist in der Gemarkung von Jänschwalde enthalten.
Zu Jänschwalde-Dorf gehören die Wohnplätze Jänschwalde-Kolonie und Friedrichshof. Das Dorf ist von der östlich gelegenen Kolonie durch den Puschelnitza-Graben getrennt. Westlich des Ortes liegen die Laßzinswiesen. Durch Jänschwalde-Dorf verläuft die Landesstraße L 502 sowie die Bahnstrecke Cottbus–Guben.
Jänschwalde-Dorf ist Teil des Lausitzer Braunkohlereviers. Der Braunkohletagebau Jänschwalde liegt östlich des Ortes zwischen Jänschwalde-Kolonie und Grießen in der Gemarkung von Jänschwalde-Dorf. Das Kraftwerk Jänschwalde liegt südwestlich des Ortes, gehört allerdings verwaltungstechnisch zur Nachbargemeinde Teichland.

## Geschichte
Jänschwalde-Dorf entstand vermutlich im 13. Jahrhundert durch wendische Siedler. Der sorbische Name Janšojce bedeutet im Deutschen das dem Jan gehörende und bezeichnet eine am Malxebogen gelegene Siedlung unter der Leitung eines Jan. 1346 wurde der Ort erstmals als Kirchdorf in den Meißner Bistumsartikeln als Gentzschwalde erwähnt, dass an das Bistum drei Groschen Kirchensteuer zu Zahlen hatte.
Ab 1357 unterhielt die Stadt Peitz in der Nähe des Ortes eine Zollstelle. Jänschwalde-Dorf gehörte zusammen mit zehn weiteren Dörfern zum Domäneamt Peitz. Durch die Entwässerung und Abholzung des Malxebruchs im 17. Jahrhundert entstanden rund um Jänschwalde große Ackerflächen, die gute Erträge ermöglichten. Im 18. Jahrhundert wurden in der Nähe von Jänschwalde sächsische Kolonisten angesiedelt. Zu dieser Zeit war Jänschwalde-Dorf beinahe vollständig sorbischsprachig. Durch diese Ansiedlung entstand der heutige Wohnplatz Jänschwalde-Kolonie.

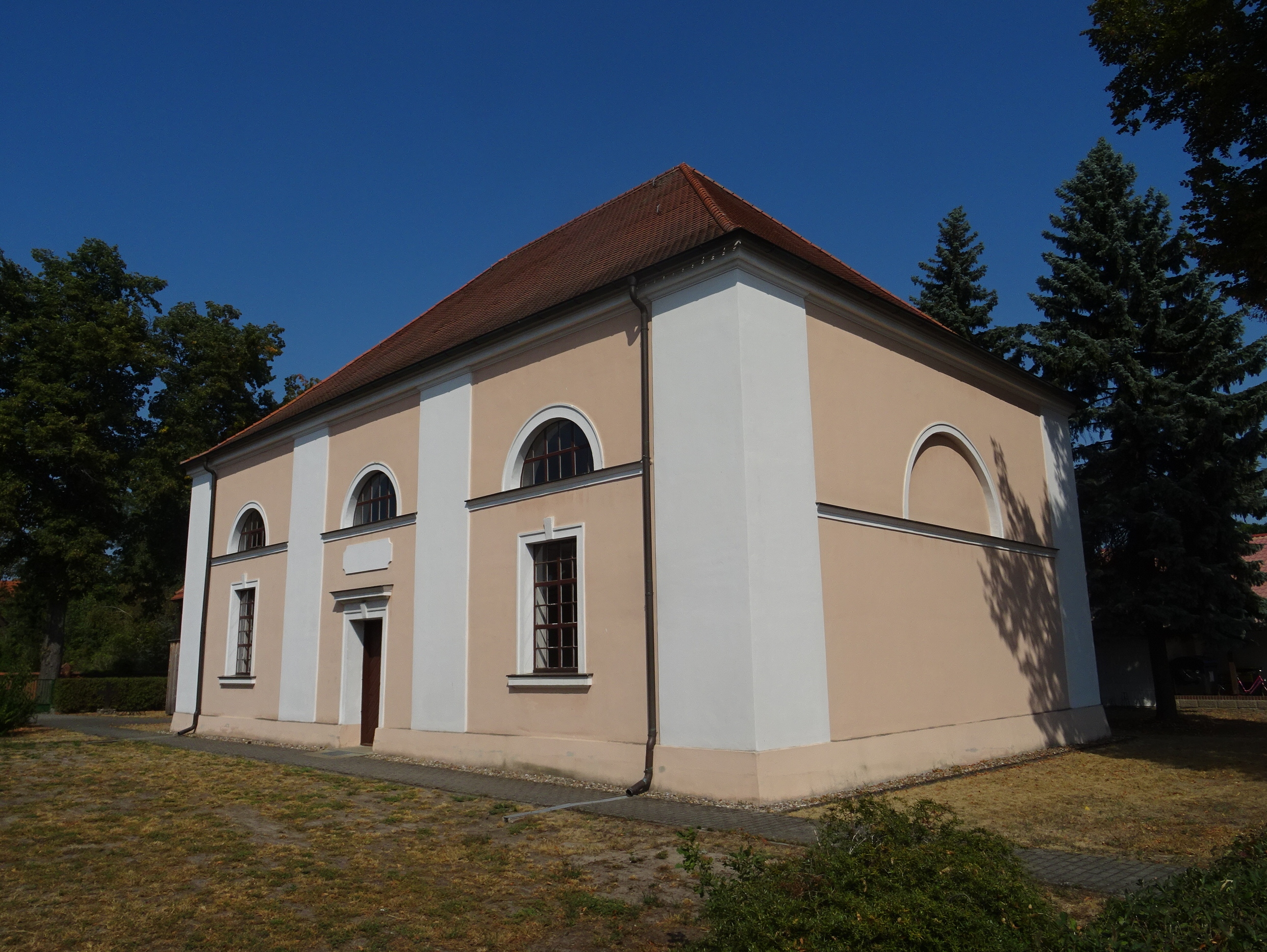
Dorfkirche Jänschwalde

Zwischen 1806 und 1808 entstand die Kirche in Jänschwalde. Im Jahr 1844 hatte Jänschwalde 556 Einwohner, die in 89 Gebäuden lebten. In dem Dorf gab es ein Forsthaus, Jänschwalde-Dorf stand mit seinem Ortsteil Jänschwalde-Kolonie unter der Verwaltung durch das Rentamt Cottbus. Im Jahr 1871 wurde der Ort an die Bahnstrecke Cottbus–Guben der Halle-Sorau-Gubener Eisenbahn angeschlossen. Der Bau der Eisenbahnstrecke sowie die Arbeit bei als Bahnpersonal brachten für viele Einwohner neue Arbeitsplätze. 1897 wurde Jänschwalde überflutet, selbiges ereignete sich in den Jahren 1926, 1930 und 1958, was in diesen Jahren Missernten und damit hohe Verluste bedeutete. Bis Ende des 19. Jahrhunderts war Jänschwalde-Dorf ein fast rein sorbischsprachiges Dorf, Arnošt Muka zählte für seine Statistik über die sorbische Bevölkerung der Lausitz im Jahr 1884 insgesamt 792 Einwohner, davon waren 768 Sorben (97 %) und 24 Deutsche. Seitdem geht die Zahl sorbischer Einwohner zurück, Ernst Tschernik ermittelte 1956 einen sorbischsprachigen Bevölkerungsanteil von 58,5 % bei 1.297 Einwohnern.
Jänschwalde-Dorf lag zunächst im Königreich Sachsen und wurde nach dem Wiener Kongress Teil des Königreichs Preußen. Dort lag das Dorf im Landkreis Cottbus im Regierungsbezirk Frankfurt. Am 25. Juli 1952 wurde die Gemeinde Jänschwalde dem neu gebildeten Kreis Guben im Bezirk Cottbus zugeordnet. Im selben Jahr entstand nordöstlich des Dorfes der Ortsteil Jänschwalde-Ost, der als Wohnsiedlung für die Berufssoldaten und Angestellten der Nationalen Volksarmee, die in der Nähe den Militärflughafen Cottbus-Drewitz betrieb, angelegt wurde. Nach der Wende lag Jänschwalde-Dorf zunächst im Landkreis Guben und schloss sich am 28. Dezember 1992 dem Amt Jänschwalde an. Im Zuge der brandenburgischen Kreisreform vom 6. Dezember 1993 wurde die Gemeinde dem Landkreis Spree-Neiße zugeordnet. Am 26. Oktober 2003 wurde Jänschwalde-Dorf mit den Gemeinden Drewitz und Grießen zu der neuen Gemeinde Jänschwalde zusammengeschlossen, das Amt Jänschwalde wurde aufgelöst und Jänschwalde Teil des Amtes Peitz.
Den Namen Jänschwalde-Dorf führt der Ort amtlich erst seit dem 10. Oktober 2005, an dem er als Ortsteil im brandenburgischen Gemeinde- und Ortsteilverzeichnis ergänzt wurde. Am 16. Dezember 2005 wurde die Gemarkung des devastierten Dorfes Horno aufgelöst und in den Ortsteil Jänschwalde-Dorf integriert.

## Bevölkerungsentwicklung
| Einwohnerentwicklung in Jänschwalde-Dorf von 1875 bis 2002 | Einwohnerentwicklung in Jänschwalde-Dorf von 1875 bis 2002 | Einwohnerentwicklung in Jänschwalde-Dorf von 1875 bis 2002 | Einwohnerentwicklung in Jänschwalde-Dorf von 1875 bis 2002 | Einwohnerentwicklung in Jänschwalde-Dorf von 1875 bis 2002 | Einwohnerentwicklung in Jänschwalde-Dorf von 1875 bis 2002 |
| Jahr                                                       | Einwohner                                                  | Jahr                                                       | Einwohner                                                  | Jahr                                                       | Einwohner                                                  |
| ---------------------------------------------------------- | ---------------------------------------------------------- | ---------------------------------------------------------- | ---------------------------------------------------------- | ---------------------------------------------------------- | ---------------------------------------------------------- |
| 1875                                                       | 743                                                        | 1939                                                       | 853                                                        | 1981                                                       | 2.137                                                      |
| 1890                                                       | 812                                                        | 1946                                                       | 1.282                                                      | 1985                                                       | 2.005                                                      |
| 1910                                                       | 853                                                        | 1950                                                       | 1.204                                                      | 1989                                                       | 2.539                                                      |
| 1925                                                       | 866                                                        | 1964                                                       | 1.904                                                      | 1995                                                       | 2.198                                                      |
| 1933                                                       | 854                                                        | 1971                                                       | 1.910                                                      | 2002                                                       | 1.797                                                      |

## Persönlichkeiten
- Johann Gottfried Ohnefalsch Richter (1703–1765), ab 1726 Pfarrer in Jänschwalde(-Dorf)
- Manfred Haake (* 1943), Ruderer, geboren in Jänschwalde(-Dorf)